# アウトバーン 64
アウトバーン 64（ドイツ語: Bundesautobahn 64, BAB 64 または A 64）はドイツの高速道路、アウトバーンの一路線である。
西のルクセンブルク国境、ラングズル付近から東のトリーアまで14 kmの路線を持つ地方道路である。トリーアとルクセンブルク市を結ぶ国際道路のドイツ側区間。かつてアウトバーン 48の一区間として計画されたが、その延長工事計画の最終的な放棄後、1990年代初頭に現在の名称で独立路線となった。